# Nolyrics
nolyrics (Nolyrics Beats) to grupa polskich producentów muzycznych, założona w maju 2020 roku przez Norberta Grzegorczyka.

## Zakres działania grupy
Grupa skupia się na produkcji podkładów muzycznych dla artystów – wokalistów, licencjonowaniu muzyki oraz tworzeniem produktów ułatwiających pracę producentom muzycznym - paczek dzwięków, nazywanych soundkitami. Grupa także świadczyła usługi mixu oraz masteringu nagrań.

## Historia
Lata 2020-2023 były głównym okresem działalności grupy. Grupa przez wielu była określona największą oraz najbardziej sukcesywną grupą producencką w Polskim przemyśle muzycznym, a utwory artystów, z którymi współpracowali, osiągały setki milionów wyświetleń na YouTube oraz pozostałych platformach streamingowych.
Grupa nolyrics była prawdopodobnie pierwszym takim "tworem" w branży, kiedy postawiono na "kolektyw" zamiast osobne "indywidualności , przez co była traktowana z lekką odmiennością na rynku.
Posiadała ona też prawdopodobnie najbardziej rozwinięty model „usługowy” na polskim rynku muzycznym, a sama struktura grupy stanowiła nowe rozwiązanie na rynku, mając wkład między innymi w popularyzacje systemu leasowego w sprzedaży podkładów muzycznych w Polsce, poszanowania praw osobistych producentów oraz zwiększenia wynagrodzenia proponując usprawnione wzory umów rozliczeń wytwórni, artystów z producentami muzycznymi.
Utwory ich produkcji zostały nagrodzone wieloma wyróżnieniami ZPAV, zdobywając płyty Diamentowe, jak i liczne platyny.
Współpracowali z fonograficznymi gigantami polskiej sceny muzycznej jak:
Sony Music, Warner Music, Universal, SBM Label, Asfalt Records, 2020 Label oraz markami: Betclic, Red Bull, Lech, hypetalk, wyróżniając między innymi stworzenie oprawy muzycznej do wydarzenia "BETCLIC RAP ROYALE Lech Polish Hip Hop Festival" oraz współtworząc utwór otwierający galę FAME 16.
Tworzyli z artystami: 
OIO, Pezet, Szczyl, White Widow, Vkie, Belmondo, Joda, Piotr Rogucki, Otsochodzi, Tymek, schafter, rosalie, Patricia Kazadi, Young Igi, Oki, Kizo, Trill Pem, Young Multi, Asthma, Fukaj, Sentino, Kara, Zalia, Janusz Walczuk, Mata i wielu więcej.
Co do najpopularniejszych utworów grupy nolyrics mają oni na swoim koncie wiele hitów. Należą do nich m.in. utwór Jeżyk! oraz Jakie to Uczucie autorstwa Okiego, "BEEF" oraz utwór "RIDE WITH MY BOYS" grupy Whitewidow, a także albumy: "Polska Floryda" autorstwa "Szczyl", nominowanego do nagrody „Fryderyk” w kategoriach: album roku hip-hop, fonograficzny debiut roku, artysta roku oraz album Toxic autorstwa "Young Multi", zdobywając status platynowej płyty.
Norbert Grzegorczyk, w grudniu 2022 roku opublikował artykuł Wynagrodzenie producentów muzycznych w Polsce punktujący problemy branży z perspektywy producenta muzycznego, między innymi zwracając uwagę na 4 podstawowe filary: wynagrodzenie, prawa osobiste, negocjacje oraz problemy środowiskowe. Artykuł dotarł do większej publiki wraz z kontrowersją dotyczącą rekonstrukcji ich instrumentalu przez innych producentów na albumie "Rodzinny Biznes" zespołu "2115".